# Kokošovce
Kokošovce (in ungherese Delnekakasfalva) è un comune della Slovacchia facente parte del distretto di Prešov, nella regione omonima.